# Mai 1984

## Événements
- 6 mai (Formule 1) : Grand Prix automobile de Saint-Marin.

- 8 mai : fusillade à l’assemblée nationale du Québec par le caporal Denis Lortie.
- 12 mai - 11 novembre : exposition universelle de La Nouvelle-Orléans.

- 11 mai : en astronomie, un transit de la Terre depuis Mars a lieu. Le précédent a eu lieu en 1905, le suivant se produira en 2084.

- 13 mai : l'aviation iranienne attaque des pétroliers saoudiens et koweïtiens.

- 20 mai (Formule 1) : Grand Prix automobile de France.

## Naissances
- 1er mai :
  - Alexander Farnerud, footballeur suédois.
  - Keiichirō Koyama, chanteur, acteur japonais.
- 7 mai :
  - Kim Gaucher, joueuse de basket-ball canadienne.
  - James Loney, joueur de baseball professionnel américain.
  - Alex Smith, joueur de football américain.
  - Kevin Steen, catcheur canadien.
  - Killian Walbrou, pilote de vol à voile français.
- 8 mai : Maxim Martsinkevich, personnalité politique russe († 16 septembre 2020).
- 10 mai : Flavie Péan, actrice française.
- 11 mai : Andrés Iniesta, footballeur espagnol (FC Barcelone).
- 14 mai : 
  - Mark Zuckerberg Entrepreneur, Créateur du réseau social Facebook.
  - John Klinger, catcheur allemand († 20 mai 2024).
- 15 mai : Adrian Colin, verrier français.
- 20 mai : 
  - Patrick Ewing Jr., basketteur américano-jamaïcain.
  - Mohamed Raouf Khenab, footballeur algérien.
- 22 mai : Karoline Herfurth, actrice de cinéma allemande.
- 24 mai : Sarah Hagan, actrice américaine.
- 25 mai : Unnur Birna Vilhjálmsdóttir, "Miss Islande", couronnée Miss Monde en 2005.
- 26 mai : Aurélien Taché, homme politique et député français.
- 29 mai : Carmelo Anthony, joueur de basket-ball américain.
- 31 mai : Milorad Čavić, nageur serbe professionnel.

## Décès
- 19 mai : Sir John Betjeman, 77 ans, écrivain, poète et journaliste britannique (° 28 août 1906).